# Sergio Barboza
Sergio Barboza da Silva Junior  (30 de mayo de 1993, Río de Janeiro, Brasil) es un futbolista brasileño que juega como mediapunta.  
Actualmente jugando por Preah Khan Reach Svay Rieng FC en Cambodian League.

## Clubes
| Club                           | País       | Año         |
| ------------------------------ | ---------- | ----------- |
| Flamengo                       | Brasil     | 2011 - 2012 |
| Macae Esporte                  | Brasil     | 2012 - 2013 |
| Olaria                         | Brasil     | 2014        |
| Porto-SC                       | Brasil     | 2014        |
| Barra da Tijuca                | Brasil     | 2015 - 2016 |
| Limon                          | Costa Rica | 2015        |
| Comunicaciones                 | Guatemala  | 2017        |
| Juticalpa                      | Honduras   | 2017        |
| Master 7                       | Laos       | 2018        |
| Preah Khan Reach Svay Rieng FC | Camboya    | 2018        |
| Master 7                       | Laos       | 2019        |
| Minerva Punjab                 | India      | 2019 - 2020 |

- Datos: Q37584676